# Pufești (gmina)
Pufești – gmina w Rumunii, w okręgu Vrancea. Obejmuje miejscowości Ciorani, Domnești-Sat, Domnești-Târg i Pufești. W 2011 roku liczyła 3646 mieszkańców.